# قدسی
قدسی (منسوب به قدس) می‌تواند به موارد زیر اشاره کند:

## نام خانوادگی
- شرف‌الدین قدسی، کاتب و شاعر عربی فلسطینی
- غلامرضا قدسی، شاعر ایرانی
- محمد قدسی، دانشمند کامپیوتر و مهندس برق اهل ایران
- مهدی قدسی، کارآفرین و نویسنده اهل ایران
- ناظم قدسی، وزیر امور خارجه سوریه

## نام کوچک
- قدسی قاضی‌نور، نقاش، داستان‌نویس و شاعر اهل ایران
- قدسی کاشانی، بازیگر سینما اهل ایران
- قدسی مشهدی، شاعر و سخنور ایرانی